# Anastasiya Iliankova
Anastasiya Andréyevna Iliankova –en ruso, Анастасия Андреевна Ильянкова– (Léninsk-Kuznetski, 26 de marzo de 2001) es una deportista rusa que compite en gimnasia artística.
Participó en los Juegos Olímpicos de Tokio 2020, obteniendo una medalla de plata en la prueba de barras asimétricas. Ganó una medalla de oro en el Campeonato Europeo de Gimnasia Artística de 2019, en la misma prueba.

## Palmarés internacional
| Juegos Olímpicos   | Juegos Olímpicos   | Juegos Olímpicos | Juegos Olímpicos   |
| Año                | Lugar              | Medalla          | Prueba             |
| ------------------ | ------------------ | ---------------- | ------------------ |
| 2020               | Tokio (Japón)      | Medalla de plata | Barras asimétricas |
| Campeonato Europeo |                    |                  |                    |
| Año                | Lugar              | Medalla          | Prueba             |
| 2019               | Szczecin (Polonia) | Medalla de oro   | Barras asimétricas |